# Sapium laurocerasus
Sapium laurocerasus là một loài thực vật có hoa trong họ Đại kích. Loài này được Desf. miêu tả khoa học đầu tiên năm 1829.